# Báňovice
Obec Báňovice (německy Banowitz) se nachází v okrese Jindřichův Hradec zhruba 6 km jihozápadně od Jemnice a 10 km severozápadně od Slavonic. Žije v ní přibližně 98 obyvatel.
Sousedními obcemi sídla jsou Budíškovice, Staré Hobzí, Jemnice a Pálovice.

## Název
Název vesnice byl odvozen asi od osobního jména Báňa, což byla domácká podoba jména Bartoloměj. Výchozí tvar Báňovici byl pojmenováním obyvatel vsi a znamenal "Báňovi lidé". Nelze vyloučit též možnost, že základem pojmenování bylo obecné baňa - "údolí, žleb" a pak název znamenal "lidé usazení v údolí".

## Historie
První písemná zmínka o obci pochází z roku 1327. Od 16. století s v obci těžila železná ruda. Z roku 1896 pochází budova školy.
V letech 1869–1976 představuje samostatnou obec, od 30. dubna 1976 do 23. listopadu 1990 byla vesnice součástí obce Staré Hobzí a od 24. listopadu 1990 se stala samostatnou obcí.

## Obyvatelstvo
| Rok            | 1869 | 1880 | 1890 | 1900 | 1910 | 1921 | 1930 | 1950 | 1961 | 1970 | 1980 | 1991 | 2001 | 2011 | 2021 |
| -------------- | ---- | ---- | ---- | ---- | ---- | ---- | ---- | ---- | ---- | ---- | ---- | ---- | ---- | ---- | ---- |
| Počet obyvatel | 178  | 186  | 185  | 184  | 188  | 170  | 195  | 141  | 142  | 130  | 115  | 112  | 110  | 110  | 108  |
| Počet domů     | 32   | 33   | 34   | 35   | 36   | 36   | 36   | 35   | 31   | 28   | 29   | 35   | 32   | 31   | 31   |

## Památky
Kaple svatého Floriána na návsi s hranolovou vížkou a jehlancovou střechou pochází z druhé poloviny 19. století.

## Galerie

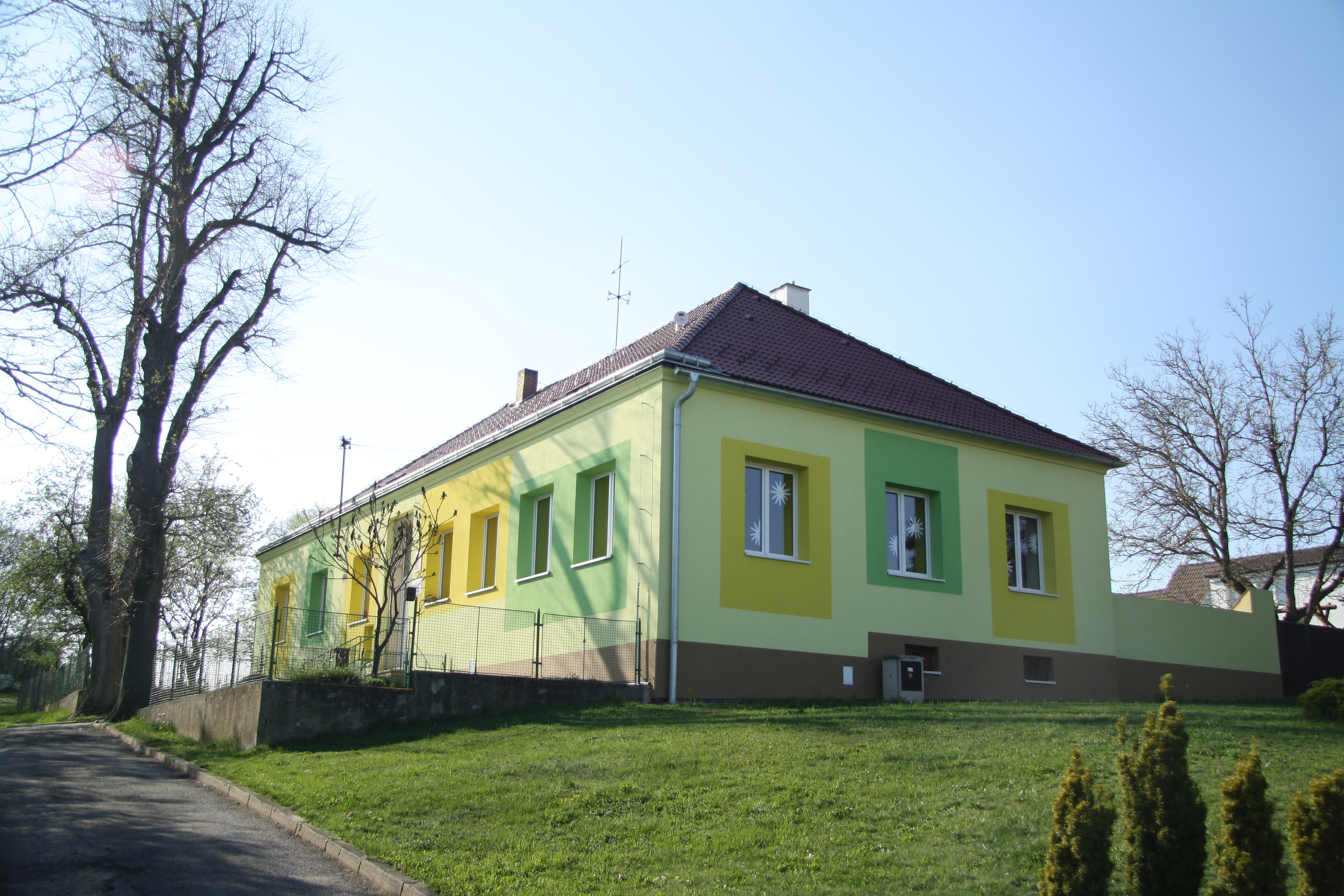
Škola
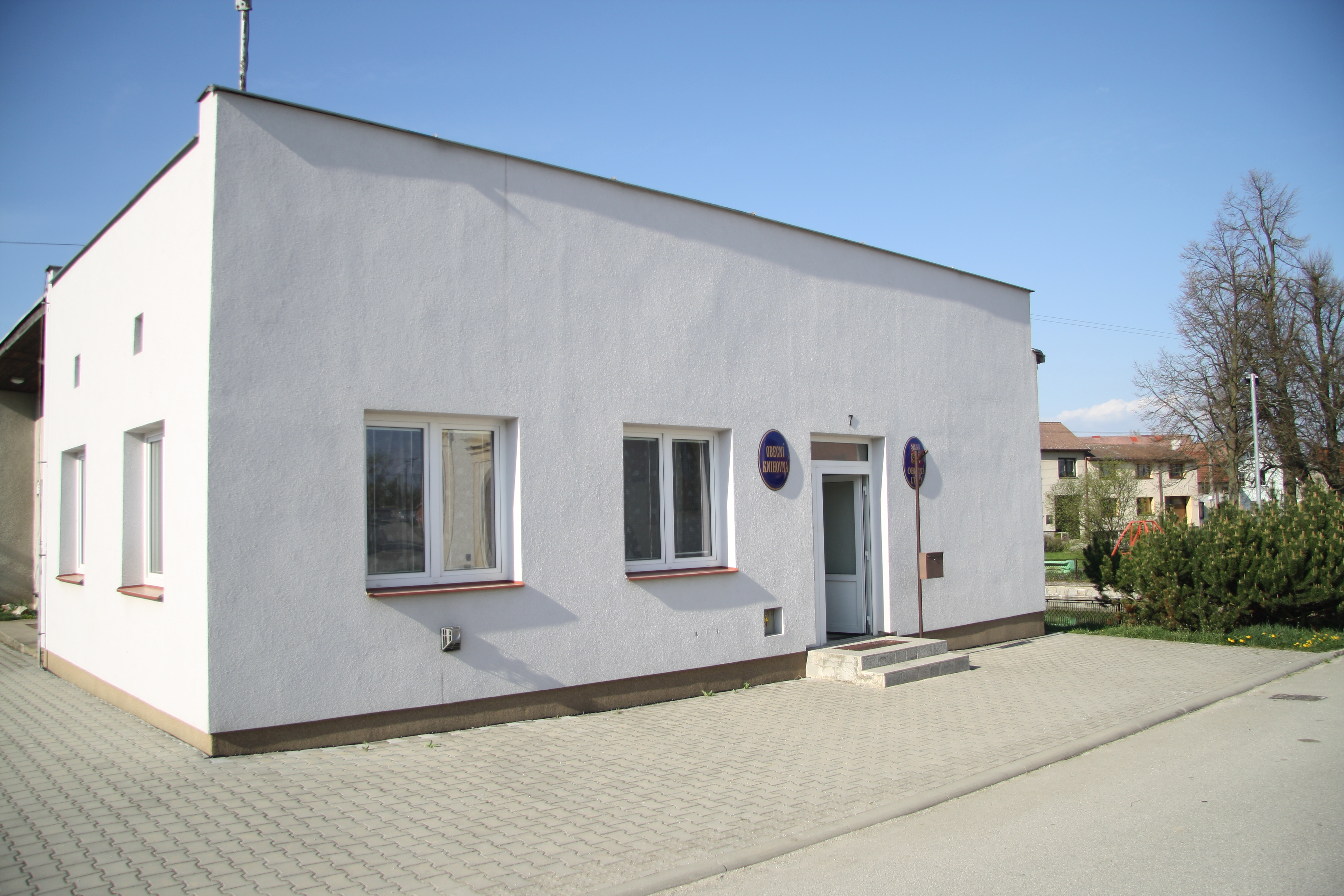
Obecní úřad
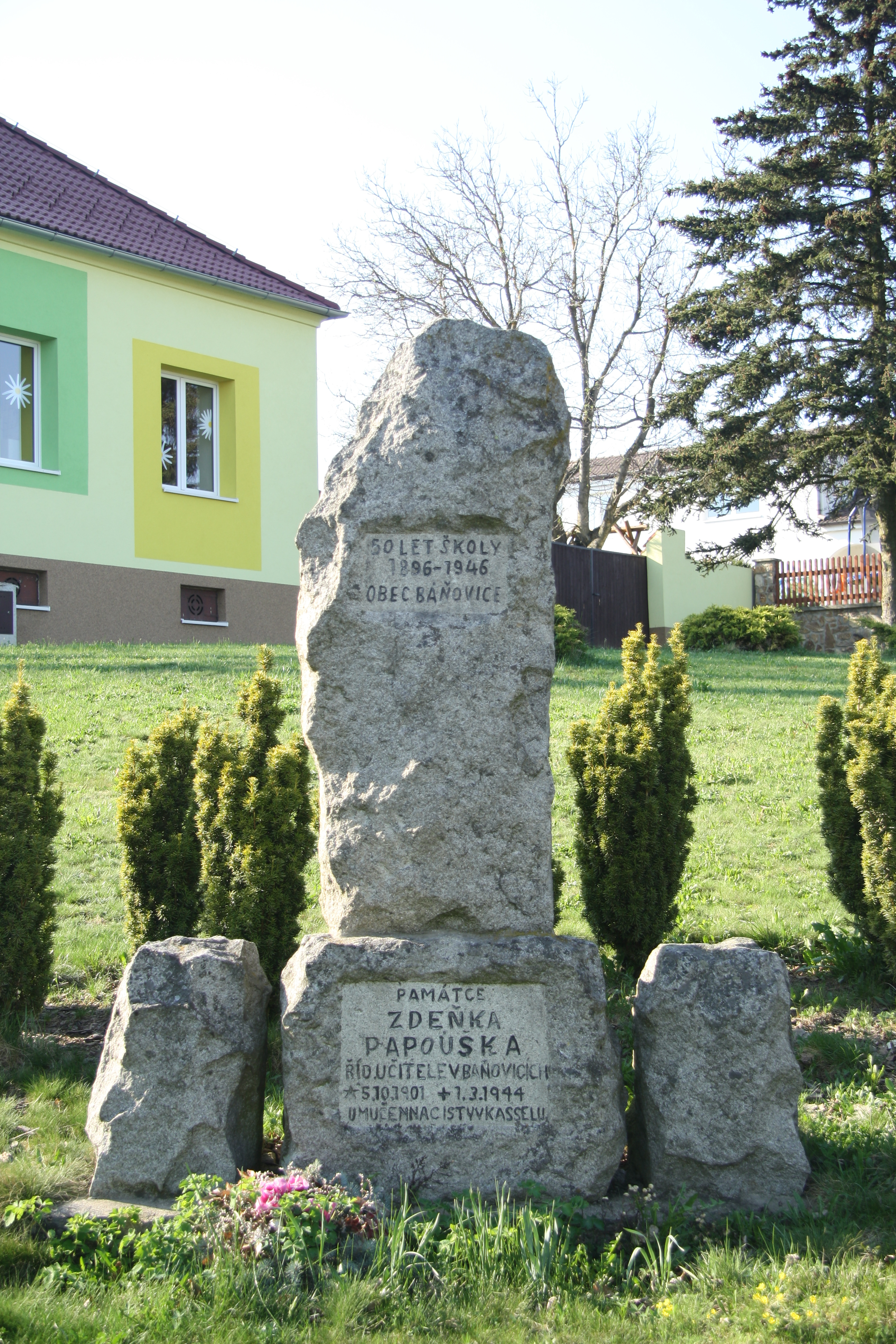
Památník školy 50 let
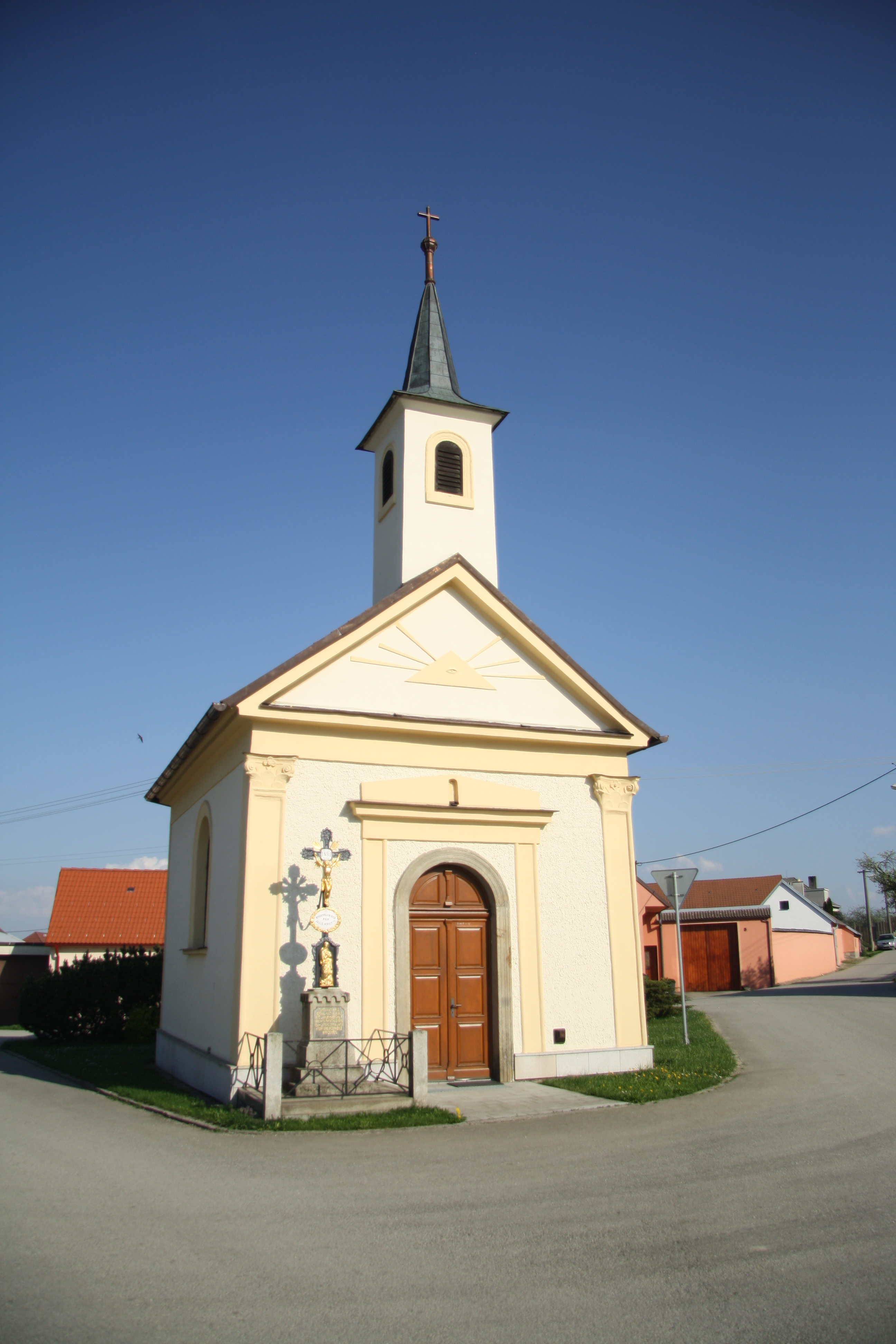
Kaple sv. Floriána
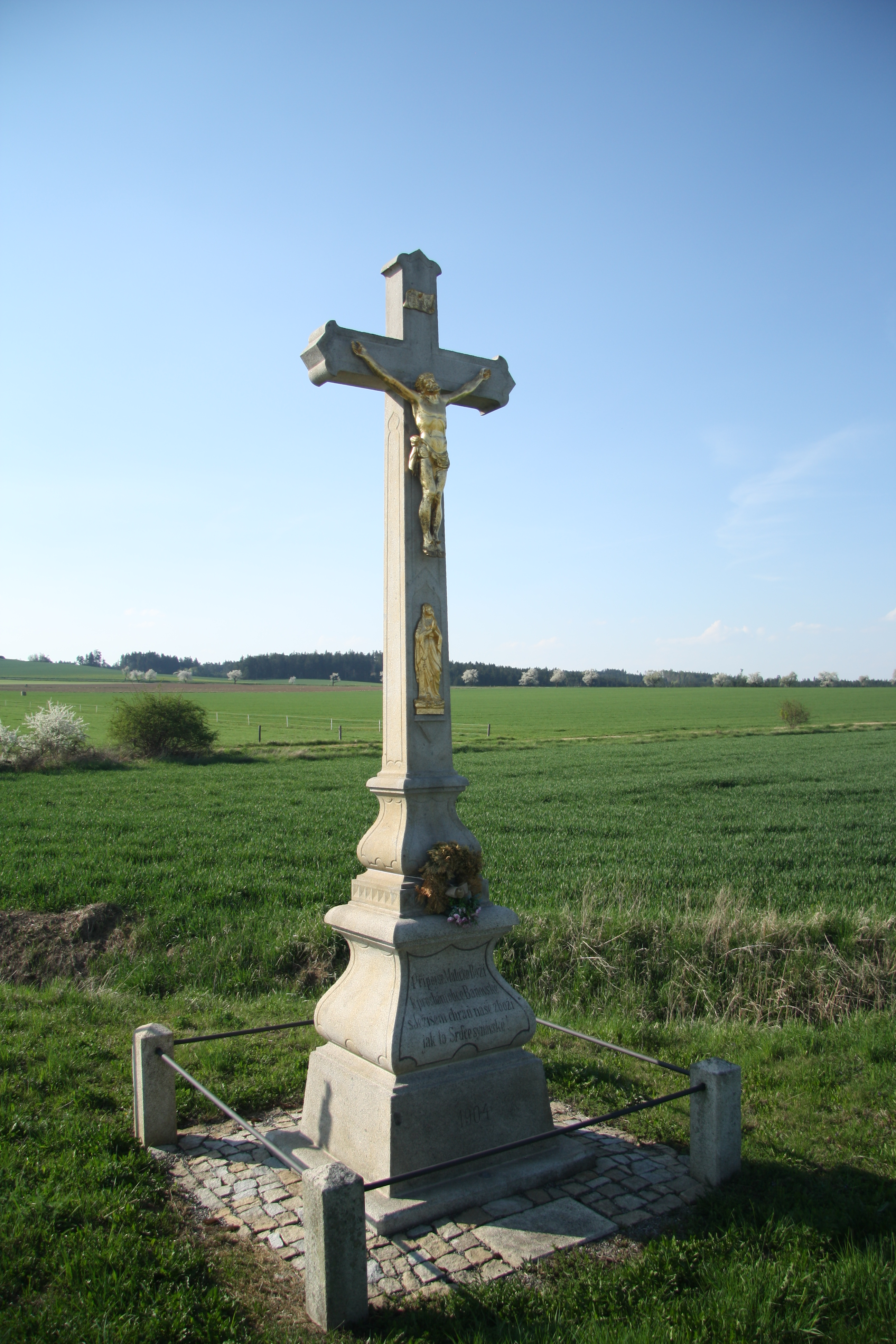
Křížek
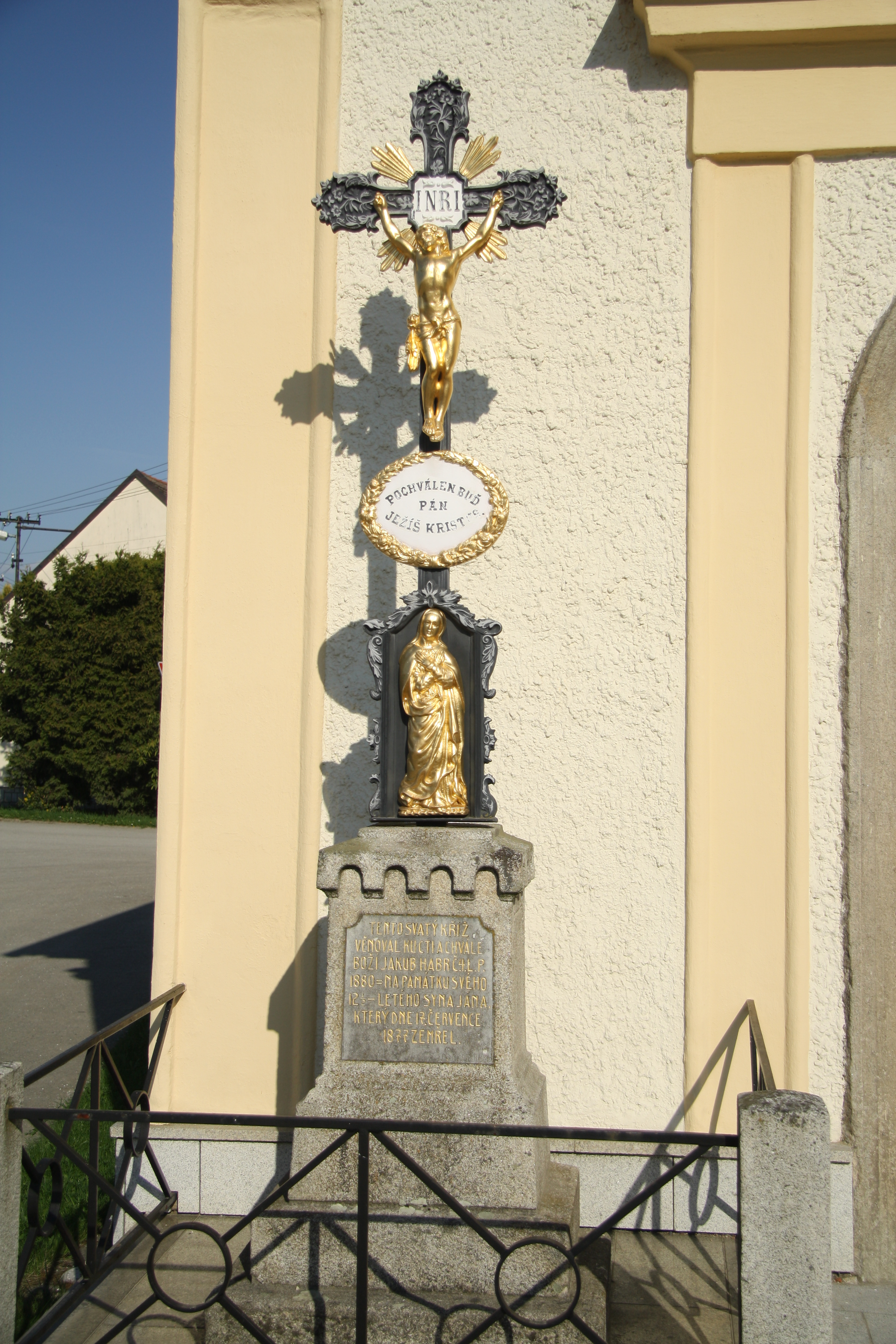
Křížek u kaple